# 九芎林 (新北市)
九芎林，是新北市坪林區的一個地名，位於該區東南部，範圍大致為大林里北部魚堀溪以東部分、石里東北半部。九芎林全境位於𩻸魚堀溪流域範圍內。

## 歷史
台灣清治末期，九芎林地區為一街庄，稱為「九芎林庄」，隸屬於文山堡。該庄北與水聳淒坑庄、厚德崗坑庄、大粗坑庄、鷺鶿岫庄為鄰，東與烏山庄為鄰，東南邊為福成庄、金面庄，西南邊為蕃地，西北邊為魚堀庄。
1901年（日治明治三十四年）11月，該庄隸屬於深坑廳，拆分編入第十一區及第十二區。1903年（明治三十六年）4月，第十一區的全部街庄及第十二區的九芎林庄部分合併為「坪林區」。1920年（大正九年），該庄改制為「九芎林」大字，隸屬於臺北州文山郡坪林庄，大字下有「九芎林」、「鶯子瀨」、「四堵」、「倒吊子」、「尖山湖」、「刣牛寮」、「石」小字名。
戰後坪林庄改制為坪林鄉，隸屬於臺北縣，大字亦改制為村。2010年（民國99年）12月，臺北縣升格為新北市，坪林鄉改制為坪林區，村改制為里。

## 交通
國道5號又稱「北宜高速公路」，大致以西北—東南走向經過九芎林地區，但全境皆屬雪山隧道範圍，亦未設交流道。
省道台9線亦大致以西北—東南走向經過本地區西南側，屬於「北宜公路」的一部分，由此往東南可前往礁溪、宜蘭、羅東等地，往西北可前往坪林市區、新店、台北等地。